# Гутенберг (Німеччина)
Гутенберг (нім. Gutenberg) — громада в Німеччині, розташована в землі Рейнланд-Пфальц. Входить до складу району Бад-Кройцнах. Складова частина об'єднання громад Рюдесгайм.
Площа — 4,18 км2. Населення становить 1012 ос. (станом на 31 грудня 2020).